# Palestro (cacciatorpediniere)
Il Palestro è stato un cacciatorpediniere (e successivamente una torpediniera) della Regia Marina.

## Storia
Costruito tra l'aprile 1917 ed il gennaio 1921, il Palestro era capoclasse di una classe di quattro cacciatorpediniere. Nei primi anni venti, poco dopo l'entrata in servizio, il cacciatorpediniere operò per conto dell'Accademia Navale di Livorno.
Tra il 3 ed il 5 maggio 1921 il Palestro, con a bordo l'ammiraglio Vittorio Tur, trasportò da Antibes a Sanremo la salma del re Nicola I del Montenegro, deceduto quattro giorni prima.
Successivamente il cacciatorpediniere partecipò a varie crociere nel Mediterraneo. Nel 1929 il cacciatorpediniere, insieme ai gemelli Confienza, San Martino e Solferino, costituiva la VII Squadriglia Cacciatorpediniere, che, insieme alla VIII Squadriglia (composta dalle unità della classe Curtatone) ed all'esploratore Augusto Riboty, formava la 4ª Flottiglia Cacciatorpediniere, appartenente alla II Divisione Siluranti, facente parte della 2ª Squadra Navale avente base a Taranto.
Nel corso dello stesso 1929 la nave fu inviata in Mar Nero, mentre nel 1931 fu assegnata, con gli esploratori Bari e Taranto, i cacciatorpediniere Monzambano e San Martino e la torpediniera Dezza, alla IV Divisione della 2ª Squadra Navale.
Nel 1934-1935 la nave fu mandata in Mar Rosso, alle dipendenze del locale Comando Superiore Navale (del quale facevano parte anche il Bari, l’esploratore Pantera, la torpediniera Audace, i posamine Azio ed Ostia e la nave cisterna Niobe), mentre successivamente venne dislocata in Cirenaica.
Nel 1938 (per altre fonti nel 1930) il Palestro fu sottoposto a lavori di modifica che videro l’innalzamento del fumaiolo prodiero, dato che il fumo, altrimenti, ostacolava la punteria e la direzione del tiro. Nel corso dello stesso anno la nave, ormai anziana, fu declassata a torpediniera.

Poco prima dello scoppio del secondo conflitto mondiale si progettò di potenziare l'armamento contraereo delle quattro unità della classe Palestro, sostituendo uno dei pezzi da 102 mm ed entrambi i cannoni da 76 mm con quattro mitragliere da 20 mm, ma tale proposito non fu mai messo in atto.

Il Palestro in navigazione.

All'ingresso dell'Italia nella seconda guerra mondiale, il 10 giugno 1940, la Palestro apparteneva alla XV Squadriglia Torpediniere, che formava insieme alle gemelle Confienza, San Martino e Solferino, con base a Venezia. Durante il conflitto la nave operò nell'Adriatico meridionale, principalmente in missioni di scorta e di caccia antisommergibile.
Il 20 agosto 1940, infatti, con la costituzione del Comando Superiore Traffico Albania (Maritrafalba), divenuto attivo dal 5 settembre successivo, la Palestro venne dislocata a Brindisi ed assegnata, con altre unità (due anziani cacciatorpediniere, altre nove torpediniere, tre incrociatori ausiliari e la XIII Squadriglia MAS), a tale Comando, per il servizio di scorta convogli da e per l'Albania.
Il 5 settembre 1940 la Palestro diede inizio al proprio servizio per conto di Maritrafalba scortando da Bari a Durazzo, insieme all'incrociatore ausiliario Barletta ed alla vecchia torpediniera Giacomo Medici, la motonave Rossini ed il piroscafo Italia, carichi di 1090 uomini della Divisione «Parma» e di 97 tonnellate di rifornimenti. Il giorno seguente la Palestro e la Medici lasciarono Durazzo alla volta di Bari, per scortare l'Italia e la Rossini che tornavano in Italia vuoti.
Il 7 settembre 1940 la torpediniera salpò da Brindisi per scortare a Durazzo i piroscafi da carico Nita e Maria, aventi a bordo 212 automezzi e 18 motocicli. Tre giorni dopo, il 10, la nave lasciò Durazzo alla volta di Bari insieme alla gemella Solferino, per scortare i piroscafi Galilea, Quirinale ed Oreste che tornavano in Italia vuoti.
Il 12 settembre la Palestro scortò da Bari a Durazzo i piroscafi Premuda, Oreste ed Antonietta Costa, aventi un carico di 1305 quadrupedi e 135 tonnellate di rifornimenti. Il 15 la nave rientrò in Italia, scortando da Durazzo a Bari i piroscafi Chisone e Nita, vuoti.
Il 19 settembre la torpediniera, insieme all'incrociatore ausiliario Capitano A. Cecchi, scortò da Bari a Durazzo un convoglio composto dai piroscafi Maria, Perla, Premuda ed Oreste, aventi a bordo 929 quadrupedi e 2520 tonnellate di veicoli ed altri rifornimenti.

Il 21 settembre 1940, alle 12.30, la Palestro, al comando del tenente di vascello di complemento Luigi Risso, lasciò Durazzo per scortare a Bari tre mercantili vuoti: l'Oreste, il Premuda e la piccola motonave Carlotta. Il convoglio si dispose in linea di fila, con la Carlotta in testa, il Premuda al centro e l'Oreste in coda, procedendo alla velocità di sette nodi (il massimo permesso dalla lentezza della Carlotta), mentre la Palestro, per la scorta, continuava a modificare la sua posizione attorno al convoglio, nonché, di conseguenza, la propria rotta e velocità. Alle 18.20 del 22 settembre la Palestro, che si trovava in testa al convoglio, ad una trentina di miglia da Durazzo, accostò a sinistra, probabilmente per portarsi in coda al convoglio, o compiere un giro intorno ad esso, ma non aumentò immediatamente la velocità. Appena conclusa l'inversione di rotta, da bordo della torpediniera vennero avvistate le scie di tre siluri, a sinistra: le armi erano state lanciate dal sommergibile britannico Osiris. 

La nave nella foto ufficiale.

 Il comandante Risso fece mettere le macchine avanti tutta e tutto il timone a sinistra, per evitare i siluri e portarsi verso il punto da cui le armi provenivano, per speronare il sommergibile. Subito dopo, tuttavia, uno dei siluri colpì la Palestro in corrispondenza della plancia, tra i locali caldaie di prua ed il deposito munizioni. La torpediniera venne spezzata in due: la prua si rovesciò sulla dritta ed affondò immediatamente, portando con sé oltre metà dell'equipaggio, tra cui il comandante Risso e tutti gli uomini che si trovavano in plancia. La poppa galleggiò per circa quattro minuti, lasciando così all'equipaggio il tempo di abbandonarla. Infine la nave s'inabissò nel punto 41°19' N e 18°34' E, una quarantina di miglia ad ovest di Durazzo.
La Carlotta si portò subito sul luogo dell'affondamento, mettendo a mare le proprie imbarcazioni e raccogliendo 43 superstiti. Il Premuda, lanciati prontamente i segnali di soccorso, accostò a sinistra e si portò sul punto da cui provenivano i siluri, per impedire che il sommergibile tornasse all'attacco con i siluri od emergesse per attaccare col cannone (durante tale manovra il piroscafo urtò un rottame sommerso), poi diresse per il punto dell'affondamento e calò a sua volta una scialuppa, per poi procedere a zig zag intorno alla Carlotta e difenderla mentre questa traeva in salvo i naufraghi, oltre a dare risposta ai messaggi radio di richiesta di notizie sull'accaduto. L'Oreste, dopo aver manovrato per evitare due siluri, imitò le manovre del Premuda. Terminato il recupero sei sopravvissuti, il convoglio, guidato dal Premuda, raggiunse Bari.
Perirono con la Palestro il comandante Risso, altri due ufficiali e 69 tra sottufficiali e marinai, per un totale di 72 uomini, mentre vennero tratti in salvo due ufficiali e 51 tra sottufficiali e marinai.
L'inchiesta sulla perdita della torpediniera concluse che la non elevata velocità della nave aveva probabilmente contribuito alla riuscita del lancio da parte del sommergibile nemico, che tuttavia, essendo multiplo, aveva comunque elevate probabilità di riuscita. Maritrafalba dispose che i comandanti delle unità assegnate alle scorte, pur seguendo gli ordini generali in base alle posizioni da assumere, le mantenessero in maniera elastica, e non riducessero mai la velocità al di sotto dei 16 nodi.
I comandanti dei tre piroscafi, per il loro comportamento dopo il siluramento della torpediniera, vennero decorati con la Croce di guerra al valor militare. Alla memoria del comandante Risso venne conferita la Medaglia d'argento al valor militare.

## Curiosità
Il 14 giugno 2018 l'ultimo sopravvissuto all'affondamento del Palestro, l'allora Guardiamarina Oliviero Andrea Scuto, classe 1916, decorato con medaglia di bronzo al valor militare, è deceduto.